# 金沢大学 北溟寮
金沢大学 北溟寮（かなざわだいがく ほくめいりょう）とは、かつて金沢市弥生に存在した金沢大学の学生寮（自治寮）。1951年に石川師範学校弥生寮を引き継ぎ、金沢大学憬真寮を合併して発足した。一時期は日本海側最大の自治寮であると言われたが、2017年3月に66年に渡って学生の生活の場となり続けた役目を終え、閉寮した。同年4月に新設された学生留学生宿舎「北溟」に名前のみ受け継がれている（自治寮であった北溟寮とは直接の関係はない）。

## 寮名の由来
「北溟」とは『荘子』の「逍遙遊」編の一節「北冥に魚有り、其の名を鯤と為す」に由来する。この「冥」の字は「溟」に通じ、北溟(冥)は「北の暗い海」を意味する。『荘子』では、この底暗い北の海に「鯤（こん）」という巨大魚が棲み、この鯤は羽を広げると数千里ともなる大鳥である「鵬（ほう）」と成るとつづく。寮の命名にあたって、北の金沢の地で「鯤」が「鵬」に成るように大人物を輩出するにようにという想いから「北溟」という言葉が引用されたと考えられる。

## 建物

### 建物の概要
- 住所　石川県金沢市弥生１丁目（旧所在地）
- 建築(旧寮) 木造[5]
- 建築(新寮) 鉄筋コンクリート４階建

### 建物の形(新寮)
上から見ると「エの字」の変形型をしている（俯瞰図参照）。

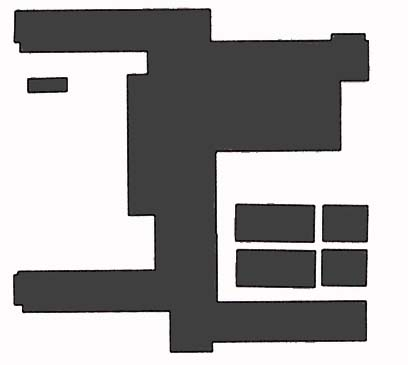
北溟寮俯瞰図

### 建物内外の施設(新寮)
- 建物内：娯楽室、図書室、静養室（2室）、理髪室、浴室、ボイラー室、ホール、食堂、寮委員室、社交室（1階は1室、各フロアに2室）、各フロアに洗面所2室（洗濯可能）、自炊室
- テニスコート 1面
- 駐輪場
- 駐車場

### 定員
- [旧寮]  定員240名、居室数80
- [新寮]  １室２人の洋室が198室あり、396人が入居可能[6]。

## 歴史
- 1949年(昭和24年) 5月31日新制大学として金沢大学が正式に設置される。
- 1951年(昭和26年) 石川師範学校弥生寮を引き継ぎ、金沢大学憬真寮を合併して発足する。
- 1963年(昭和38年) 学生寮の改築がはじまる[6]。
- 1966年(昭和41年) 9月寮改築の第1期工事に着工。
- 1967年(昭和42年) 3月第1期工事完成。
- 1968年(昭和43年) 3月20日第2期工事完成。これにより金沢大学北斗寮を合併し、金沢大学の寮は北溟・泉学・白梅（女子寮）の三寮体制となる。
- 2017年(平成29年) 閉寮する。金沢大学資料館で「バンカラ寮生類～金大寮史124年～」 が開催される（11月～翌年3月）[7]。
- 2020年(令和2年) 跡地に記念碑が設置される[8]。

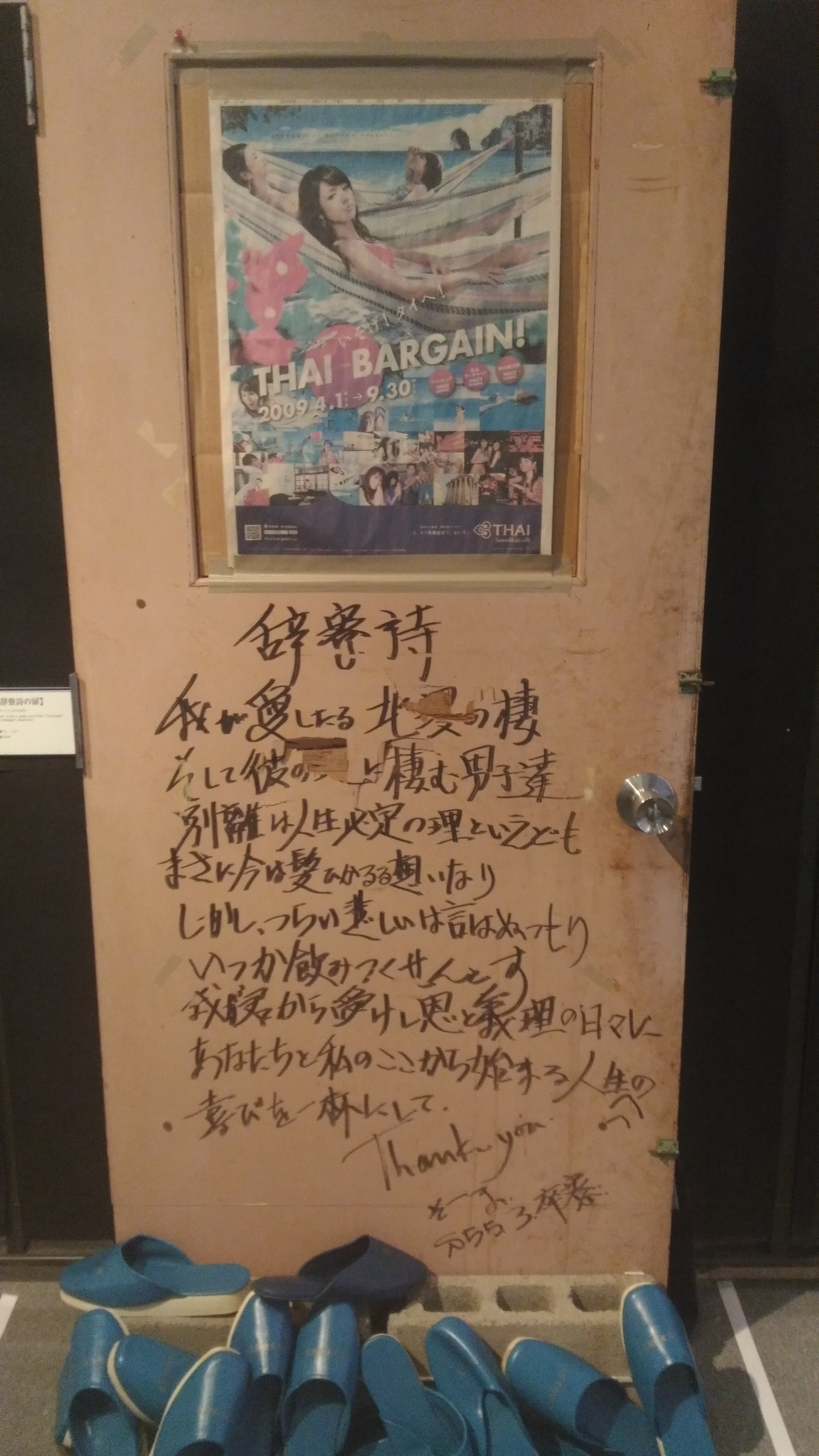
金沢大学資料館の企画展「バンカラ寮生類」に展示された往時の居室扉。扉に「（前略）別離は人生必定の理といえども　まさに今は髪ひかるる想いなり（後略）」と、学生が退寮する際に残した「辞寮詩」が書かれている。

## 寮生の生活

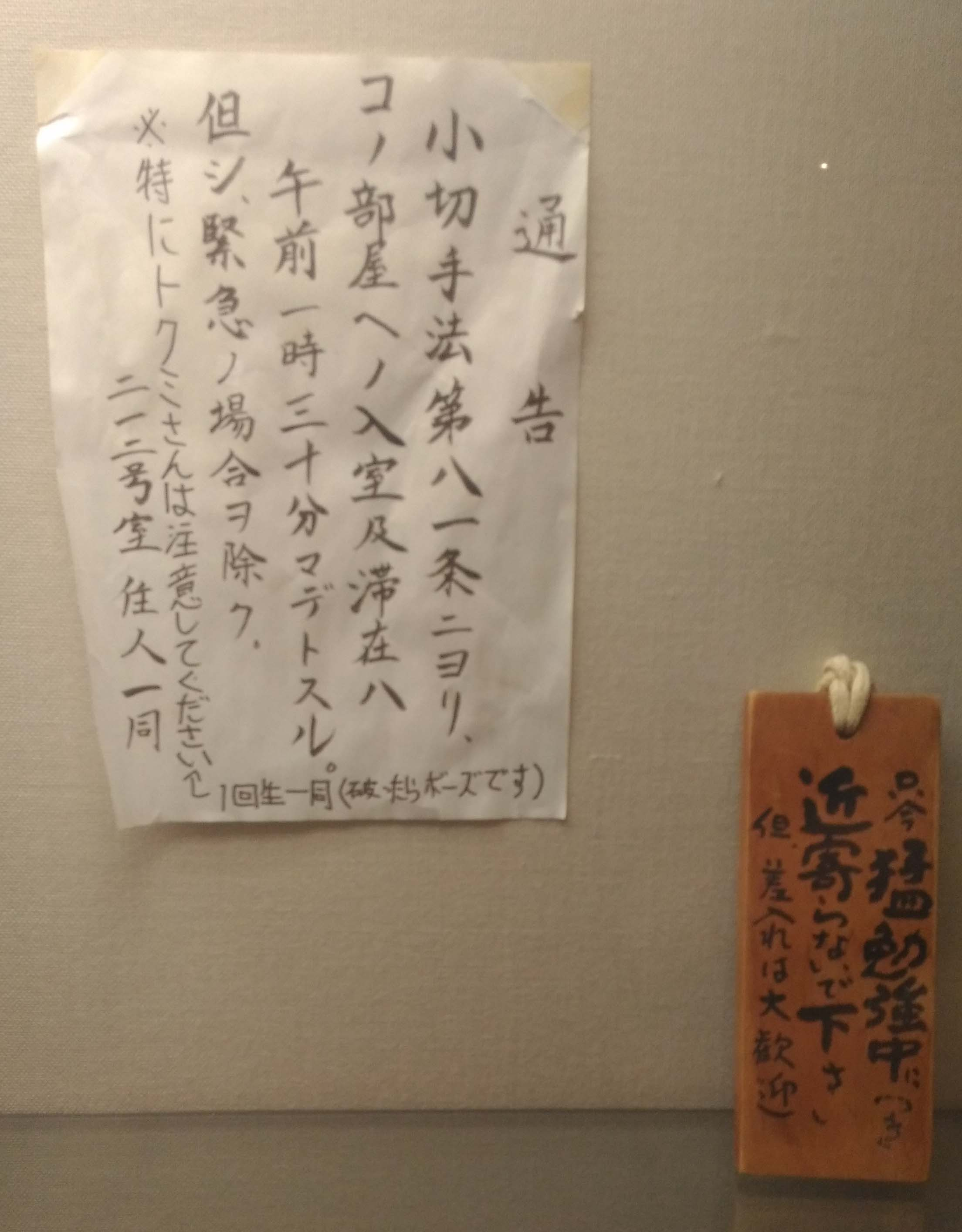
「バンカラ寮生類」に展示された北溟寮掲示物

### 寮費(新寮)
- 閉寮時（2017年）のデータ

寄宿料（月額）：700円（大学への家賃）
運営費（月額）：5,000円程度（光熱費・ゴミ収集費など）
寮食費（月額）：8,000円程度（20日程度）
- 運営費は時期などによって異なり、食費も寮で食事をする回数によって変動した。

### 気風
- 男子寮であった北溟寮では、第四高等学校時代からのバンカラの気風があり、多くの学生たちが忘れえぬ学生生活を過ごした。
- バンカラ気質の北溟寮に比べると、同じく金沢大学の男子寮である泉学寮は旧制金沢医科大学の系譜であり、スマートな寮風であったとされる。

### 部活など
- 寮では様々な独自の部活が存在し、野球や登山などが行われていた。

### 北溟サーキット
- 「北溟サーキット」とは、北溟寮の大浴場で行われた、浴槽の縁の端から端までを一蹴りで寮生が全裸で滑る「競技」であった[11]。
- 北溟サーキットは「伝統の北溟サーキット」として2013年8月30日にテレビ放送されたバラエティ番組「探偵! ナイトスクープ」で取り上げられ、後にDVDも発売されている[12]。
- 他にもバラエティ番組「月曜から夜ふかし」でも「北溟サーキット」は取り上げられている。
- 特に上記「月曜から・・・」は海外でも反響があり、バカげたことをする愛すべき日本の若者として英紙「インデペンデント」などマスコミでも取り挙げられた[13]。

## 自治

### 概要
- 北溟寮は大学から自治が認められた自治寮だった。
- 自治の範囲は入寮者の選考権など大学との関係によって時代時代によって変わっていた。

### 運営
- 1986年5月より順次施行された金沢大学北溟寮寮規約（86年規約）では、存在すら忘れ去れていた従来の規約が現況に適合したかたちに再度明文化され運営慣習が整備された。
- その86年規約によれば、寮には以下のような機構がつくられた。

1. 寮長、副寮長、書記長（寮三役と呼ばれる）は全寮的な直接投票で選出された。
2. 寮運営のための様々な役割が複数の部局として分担された（賄部、会計部、総務部など）。
3. 寮三役と各部局長とで執行部が構成された。
4. 寮の居住エリアごとに21のブロックがつくられ、各ブロックから代表者を送り出す代議員会があった。
5. 全寮生に参加の義務と権利が付与された寮生大会が最高の決定機関とされた。

## 行事・伝統

### 行事
- 4月 新入生歓迎祭（新歓祭）
- 7月 七夕ストーム
- 11月 寮祭
- 1月 成人式
- 2月 卒寮生追い出しコンパ（追いコン）

### 寮歌
北溟寮で歌われたのは主に下の６曲である。
1. 金沢大学校歌
室生犀星作詞・信時潔作曲、1959〈昭和34〉年
2. 四高寮歌（大正四年時習寮南寮寮歌「北の都に秋たけて」）
駒井重次作詞・岡本新一作曲、1915〈大正4〉年
3. 南下軍の歌
高橋武済作詞・簗瀬成一作曲、1907〈明治40〉年
4. 人を戀ふる歌
与謝野鉄幹作詞・作曲不詳、1897〈明治30〉年
5. 北溟寮寮歌
端名（はな）清作詞・佐々木宜男作曲、1953〈昭和28〉年
6. 五誓寮逍遙歌
杉山直弘作詞補作・西田重治作曲、制作年不詳、推定戦後初期
- 寮歌を大人数で歌う風習は明治期から旧制高等教育機関の若者文化として花開き、戦後は一部を除き廃れていく傾向にあった。その中で北溟寮では戦後において単なる伝統の継承に止まらず、生活を彩る生きる文化として半世紀以上にわたり寮歌が連綿と歌い継がれた。
- 歌い始めの「1,2,3」の合図は、旧制高校時代からの伝統として、「アインス、ツバイ、ドライ(Eins, zwei, drei)」とドイツ語で掛け声された。
- 三度の飯よりも寮歌を歌うのが好き、という者が珍しくなかった。
- 若者が力の限り声を張り上げるため、百人以上が室内で歌うと窓ガラスが振動してビリビリと音を立てる程の音量になった。
- 寮歌の歌唱法が時代によって変遷していることが分かっている[2]。もともと楽譜によらず口伝の伝承法であるためだった。声を引き延ばす長嘯の歌唱法の時代（1980年代～）では1曲を歌い終わるのに10分程度から20分以上かかり、上述の6曲すべてを歌うのに1時間半以上かかった。
- 2004年度から新入寮生の歓迎時期には上記の1.金沢大学校歌と5.北溟寮寮歌のみが伝えられることになった[14]
- 金沢の歓楽街から2キロ程ある寮まで帰る際、酔いに任せて寮歌を歌いながら歩くため、近隣住民には迷惑だったという。

## 出身者
- 藤村延魚 国際観光ジャーナリスト（1958年入寮、文学部哲学科(人間学科)卒業）、記念碑の揮毫者。
- 和田健夫 法学者（1969年入寮、大学院法学研究科修士課程修了）、第10代小樽商科大学学長
- 谷畑英吾 政治家（1985年入寮、法学部法学科卒業）、元滋賀県湖南市長（4期）、元甲西町長（1期）。
- 團野光晴　石川工業高等専門学校教授（1986年入寮、文学部卒業(同大学院文学研究科修了)、近代文学研究者）、北溟寮に関する研究論文などあり。

## 展覧会
金沢大学資料館で2017年11月～翌年3月まで企画展「バンカラ寮生類～金大寮史124年～」 が開催された。廃寮となった北溟寮と金沢大学の前身の第四高等学校 (旧制)時代に存在していた「時習寮(じしゅうりょう)」と「三々塾(さんさんじゅく)」の3つの寮が取り上げられ、その遺物などが展示、公開された。